# Maigret und die verrückte Witwe
Maigret und die verrückte Witwe (französisch: La folle de Maigret) ist ein Kriminalroman des belgischen Schriftstellers Georges Simenon. Er ist der 72. Roman einer Reihe von insgesamt 75 Romanen und 28 Erzählungen um den Kriminalkommissar Maigret. Der Roman entstand vom 1. bis 7. Mai 1970 in Epalinges und erschien im November des Jahres beim Pariser Verlag Presses de la Cité, nachdem die französische Tageszeitung Le Figaro eine Vorabveröffentlichung in 23 Folgen vom 19. Oktober bis 13. November 1970 abgedruckt hatte. Die erste deutsche Übersetzung Maigret und die Spinnerin von Hansjürgen Wille und Barbara Klau publizierte 1972 Kiepenheuer & Witsch. 1988 brachte der Diogenes Verlag eine Neuübersetzung von Michael Mosblech unter dem Titel Maigret und die verrückte Witwe heraus.
Eine alte Witwe wird bei Kommissar Maigret vorstellig, um eine mysteriöse Bedrohung anzuzeigen: Angeblich wird sie von Fremden verfolgt, und in ihrer Wohnung wechseln Gegenstände wie von Geisterhand ihren Platz. Es fällt Maigret schwer, sie nicht für eine der unzähligen Verrückten zu halten, die sich täglich mit ähnlichen Geschichten an das Kommissariat werden. Nur wegen ihres treuherzigen Vertrauens in seine Person, schenkt er ihr seine Aufmerksamkeit. Doch als er die Wohnung der „verrückten Witwe“ in Augenschein nehmen will, kommt er zu spät.

## Inhalt

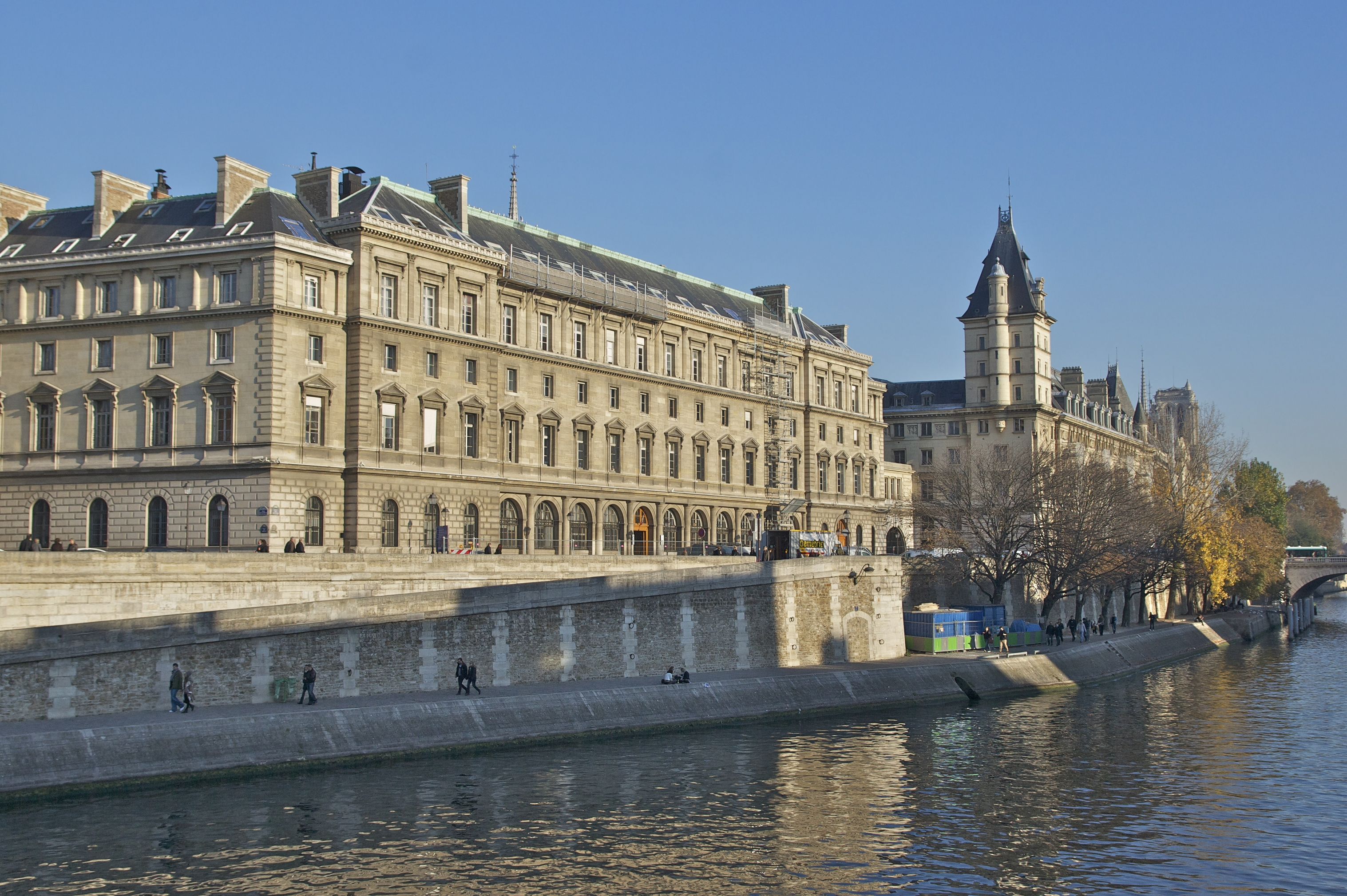
Quai des Orfèvres, von der Seine aus gesehen

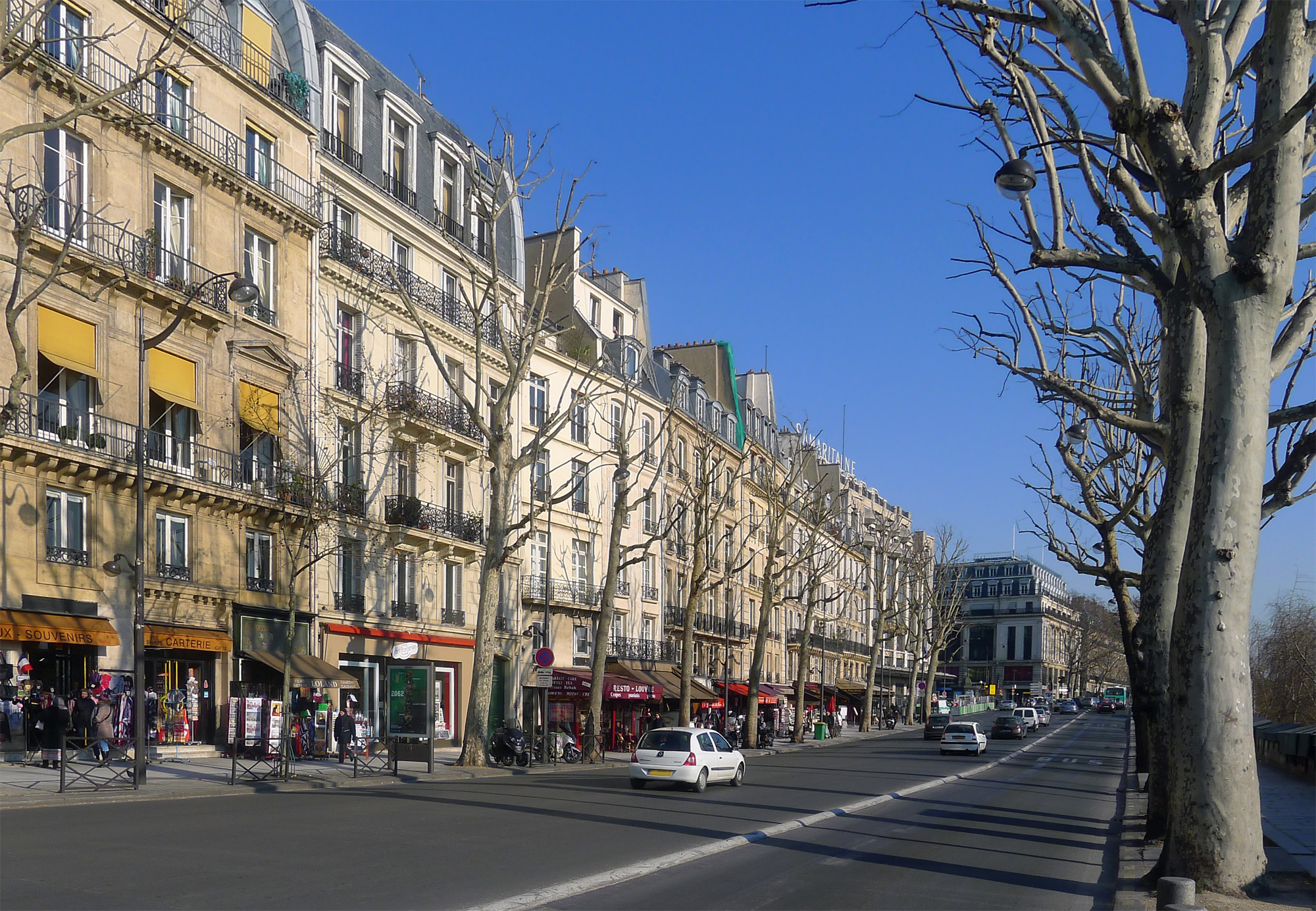
Quai de la Mégisserie im 1. Arrondissement

Es ist ein sonniger Mai in Paris. Bereits seit Tagen schleicht eine kleine, alte Frau um den Quai des Orfèvres herum und bemüht sich, bei Kommissar Maigret vorgelassen zu werden. Doch die Geschichte, die sie dem jungen Inspektor Lapointe auftischt, lässt diesen schnell das Urteil „eine Verrückte“ fällen: Sie fühlt sich von Unbekannten auf der Straße verfolgt, und in ihrer Wohnung seien immer wieder Gegenstände umgestellt, ohne dass etwas gestohlen werde. Als sie den Kommissar nach Dienstschluss abpasst, ist dieser von ihrer vertrauensvollen Erwartung so gerührt, dass er immerhin verspricht, bei Gelegenheit nach dem Rechten zu sehen. Doch mehrfach kommt ihm etwas dazwischen, und als die alte Dame tot in ihrer Wohnung aufgefunden wird, von einem Kissen oder Schal erstickt, beschleichen Maigret Gewissensbisse. Der Kommissar setzt alles daran, den Mord an seiner Besucherin aufzuklären.
Léontine Antoine de Caramé, 86 Jahre alt und zweifache Witwe, lebte schon seit zehn Jahren alleine in ihrer Wohnung am Quai de la Mégisserie. Ihr erster Ehemann Jean de Caramé, ein würdevoller Bürovorsteher im Hôtel de Ville, starb jung an einem Herzanfall. Ihr zweiter Mann Joseph Antoine war ein kleiner Angestellter und passionierter Erfinder, der sich häufig in sein privates Atelier zurückzog, um an seinen Erfindungen zu werkeln. Seit seinem Tod hatte Léontine nur noch mit ihrer Nichte Angèle Louette und deren Sohn Billy Kontakt. Letzterer ist ein junger Hippie, der in einer Pop-Band namens Les Mauvais Garçons Gitarre spielt und regelmäßig so abgebrannt war, dass er seine Großtante um Geld anschnorren musste. Erstere ist eine derbe, unansehnliche Masseuse, die nur auf den Tod der Tante wartete, um sich mit dem ererbten Vermögen den Traum eines Häuschens auf dem Land zu erfüllen. Sie lebt mit einem jungen Gigolo namens Marcel Montrond zusammen, der Maigret als der Große Marcel bekannt ist, ein Kleinkrimineller und ehemaliger Zuhälter, der sich inzwischen als Liebhaber älterer Damen verdingt.
Das einzige handfeste Indiz des Mordfalls ist ein Blatt Papier in Léontines Nachttisch, auf dem sich ein Fettfleck befindet, den die Spurensicherung als Waffenfett identifiziert. Tatsächlich bestätigt ihr Großneffe Billy, dass die alte Witwe einen Revolver besaß, der seit ihrem Ableben verschwunden ist. Als Marcel sich nach Toulon absetzt und dort Kontakt zum Verbrecherboss Pepito Giovanni aufnimmt, um ihm ein „Muster“ zu präsentieren und ein ertragreiches Geschäft vorzuschlagen, ahnt Maigret, dass es sich um ebenjenen Revolver handeln muss. Er reist selbst an die Côte d’Azur und enthüllt Giovanni, der um seinen Ruf eines untadeligen, bis in höchste politische Kreise vernetzten Geschäftsmannes besorgt ist, dass der Revolver in einen Mordfall verwickelt ist. Daraufhin beseitigt der Verbrecher die belastende Waffe umgehend und bestraft seinen Geschäftspartner dafür, ihn in seine kriminellen Machenschaften hineingezogen zu haben. Mit einem Loch im Kopf, das vom Kaliber eines Profikillers stammt, wird Marcel aus dem Hafenbecken von Toulon gefischt.
Als Maigret Angèle den Tod ihres Geliebten mitteilt, bricht deren Widerstand zusammen, und sie gesteht. Kurz vor seinem Tod hatte ihr Onkel Antoine einen Revolver mit eingebautem Schalldämpfer entworfen, von dem er sich einen großen kommerziellen Erfolg versprach. Angèle erwähnte die Waffe beiläufig gegenüber ihrem Geliebten Marcel, der sofort Feuer fing und die Erfindung in Kreisen der organisierten Kriminalität vertreiben wollte. In Abwesenheit Léontines durchsuchten sie mehrfach deren Wohnung nach dem Prototyp, doch erst an deren Todestag, als Angèle durch einen Massagetermin bei einer Kundin verhindert war, fand Marcel den Revolver, wurde von der unerwartet früh heimkehrenden Léontine überrascht und brachte sie um. Nachdem der Mörder bereits gerichtet ist und Angèles Alibi einer Überprüfung standhält, bleibt ihr lediglich die Vertuschung des Verbrechens vorzuwerfen. Maigret allerdings, obwohl er für die Masseuse zuvor keinerlei Mitleid aufbringen konnte, zerreißt am Ende den Haftbefehl und lässt sie unbescholten laufen.

## Interpretation
In den Romanen der Maigret-Reihe zeigen sich die Menschlichkeit und das Mitgefühl Kommissar Maigrets unter anderem in seiner einfachen Zugänglichkeit. Anders, als die hierarchische Position des Kommissars im Polizeiapparat erwarten ließe, hat er stets ein offenes Ohr für die Menschen, die sich an ihn wenden, und macht deren Nöte zu seinen eigenen. Zu den wenigen Fälle, in denen er Hilfesuchende abweisen muss, gehört neben Maigret verliert eine Verehrerin auch Maigret und die verrückte Witwe. In beiden Fällen bereut er im Nachhinein die Zurückweisung. Nachdem er unter all den Spinnern, die sich täglich an das Kommissariat wenden, die reale Bedrohung der alten Léontine nicht zu erkennen vermag, fühlt sich Maigret der Aufklärung des Falles besonders verpflichtet. Er nimmt ihren Tod persönlich und liefert ihren Mörder seinerseits ans Messer. Zwar warnt er den Großen Marcel vor der drohenden Abrechnung des Gangsterbosses, weiß allerdings genau, dass der selbstgefällige Verbrecher nicht auf ihn hören wird. Erst am Ende gewinnt der Kommissar sein Mitgefühl wieder zurück und lässt die Mittäterin laufen.
Murielle Wenger beschreibt den Roman als eine Mischung von Leichtigkeit und Schwere. Eine liebevolle Zärtlichkeit verströmen die Beschreibungen von Maigrets Umfeld, dem Quai des Orfèvres, seinen Mahlzeiten und einem Sonntagsausflug mit Gattin im Pariser Frühling. Ein deutlich schwereres Gewicht lastet auf der eigentlichen Mordhandlung und insbesondere den Lebensumständen der plumpen Masseuse, die beinahe an Simenons „harte Romane“ ohne Maigret erinnern. Für Tilman Spreckelsen dient die traute Zweisamkeit der Maigrets als Gegenmodell zu einer Welt voll Gier und Herzenskälte. Allerdings rührt der junge Hippie, der in Kommissar Maigret den Wunsch nach einem eigenen Sohn aufsteigen lässt, auch an einem wunden Punkt der Maigrets, ihrer Kinderlosigkeit. In der asexuellen Ehe des Kommissars ist es bereits ein emotionaler Höhepunkt, wenn er seiner Gattin zuraunt: „Ich würde dich gern wieder küssen, aber es sind einfach zu viele Leute um uns herum.“ Ira Tschimmel sieht die Szene aber auch als „emanzipatorisches Tief, weil sich die Begrenzungen von Maigrets kleinbürgerlicher Welt manifestieren.“
Der Roman verweist auf einige der zurückliegenden Fälle des Kommissars. So wird eine Ermittlung auf Porquerolles zitiert, die den Hintergrund des Romans Mein Freund Maigret bildet, und der Kommissar wiederholt bei seiner Reise an die Côte d’Azur die damalige Erfahrung der Mandelblüte in der Provence, die Simenon selbst im Frühjahr 1926 miterlebt hatte. Auch andere Details der Handlung haben einen biografischen Ursprung. So erinnert der Erfinder Antoine an einen Großvater von Simenons erster Ehefrau Régine Renchon, der nach einem frühen Patent sein restliches Leben vergeblich versuchte, neue Erfindungen zu entwickeln. Die Angewohnheit der alten Witwe, sich nach beiden verstorbenen Ehemännern Antoine de Caramé zu nennen, korrespondiert mit dem Verhalten von Simenons Mutter, die eine Zeitlang unter den Nachnamen ihres zweiten und des verstorbenen ersten Ehemanns als „Madame André Simenon“ auftrat.

## Rezeption
Die letzten Romane der Maigret-Reihe zählen für viele Kritiker nicht zu den gelungensten Werken Simenons, dessen schriftstellerische Ader nach ihrer Meinung am Ende ausgetrocknet sei. Murielle Wenger sah den Roman Maigret und die verrückte Witwe dennoch unter jenen Perlen, die der Beachtung wert seien. Alles in allem handle es sich um einen „typischen Maigret“. Ein Kritiker des Magazins L’Actualité urteilte hingegen: „Man muß den Mut haben, es auszusprechen, um so schlimmer für die Getreuen, die ein Protestgeschrei erheben werden, doch den Kommissar Maigret gibt es nicht mehr! Georges Simenon, abgespannt von unzähligen Büchern, und die moderne Massengesellschaft, die, wie die Polizei auch, nur noch mit Hilfe von Computern funktioniert, haben ihn umgebracht!“
The New York Times Book Review beschrieb die Handlung: „Eine verängstigte alte Frau sucht die Hilfe des Kommissars. Aber bevor er in die Handlung eingreift, wird sie ermordet, und seine eigene Schuld führt den Kommissar in eine besonders frustrierende Ermittlung.“ Laut The New Yorker werde ein „belämmerter Maigret“ mit einer geringen Anzahl Verdächtiger konfrontiert. Er löse den Fall „in seiner besten und unterhaltsamsten, schwerfälligen, tatterigen, wurstelnden Art und Weise“. Das amerikanische Magazin Best Sellers befand, dass Maigret-Fans nicht dazu angetrieben werden müssten, den neuesten Fall des Kommissars zu verfolgen. Er sei aber auch eine gute Einführung für jene, falls es sie überhaupt gäbe, die Maigret noch nicht kennen. Kirkus Reviews sah den Kommissar weniger gedämpft als in seinen letzten Büchern. Es handle sich alles in allem um einen „guten“ Vertreter aus der Kontinuität der Serie, „wo alles schlicht dargelegt wird und seinen Ursprung erreicht – und ruhig fließt die Seine.“
Die Romanvorlage wurde zweimal im Rahmen von TV-Serien verfilmt. 1975 spielte Jean Richard den Kommissar Maigret in der französischen Serie Les Enquêtes du commissaire Maigret. 1992 übernahm Michael Gambon die Titelrolle in einer britischen Fernsehproduktion.

## Ausgaben
- Georges Simenon: La folle de Maigret. Presses de la Cité, Paris 1970 (Erstausgabe).
- Georges Simenon: Maigret und die Spinnerin. Maigret und der Weinhändler. Maigret und der Pole. Übersetzung: Hansjürgen Wille, Barbara Klau. Kiepenheuer & Witsch, Köln 1972, ISBN 3-462-00851-X.
- Georges Simenon: Maigret und die Spinnerin. Übersetzung: Hansjürgen Wille, Barbara Klau. Heyne, München 1972, ISBN 3-453-12096-5.
- Georges Simenon: Maigret und die verrückte Witwe. Übersetzung: Michael Mosblech. Diogenes, Zürich 1990, ISBN 3-257-21680-7.
- Georges Simenon: Maigret und die verrückte Witwe. Sämtliche Maigret-Romane in 75 Bänden, Band 72. Übersetzung: Michael Mosblech. Diogenes, Zürich 2009, ISBN 978-3-257-23872-3.